# Phyllonorycter klimeschiella
Phyllonorycter klimeschiella är en fjärilsart som först beskrevs av Gerfried Deschka 1970.  Phyllonorycter klimeschiella ingår i släktet guldmalar, och familjen styltmalar.
Artens utbredningsområde är Spanien. Inga underarter finns listade i Catalogue of Life.